# Свядощ, Абрам Моисеевич
Абра́м Моисе́евич Свя́дощ (Брум; 1914—1999) — известный советский и российский психиатр, психотерапевт и сексолог. Доктор медицинских наук (1954), профессор (1956).

## Биография
Родился в 1914 году в Брянске. В конце 1920-х годов, после переезда с семьёй в Ленинград, учился в известной немецкой школе Петришуле, называвшейся тогда «41-й Единой трудовой девятилеткой». Окончил школу в 1932 году и поступил в 1-й Ленинградский медицинский институт имени академика И. П. Павлова. Окончил институт в 1937 году и работал врачом в психиатрической больнице имени О. А. Фореля в Ленинграде в 1937—1939 годах.
В 1940 году защитил кандидатскую диссертацию на тему «Восприятие речи во время естественного сна». В 1941 году — врач-психиатр в Ленинграде; в 1942—1943 годы — ассистент кафедры психиатрии 2-го Московского медицинского института в Омске.
В июне 1943 года призван в РККА с присвоением звания капитана медицинской службы. Участвовал в боевых операциях в составе эвакогоспиталя № 4855 под Спас-Деменском, Оршей, Витебском, при форсировании реки Неман под Пренаем на 1-м Белорусском фронте. Награждён орденом Отечественной войны II степени. В 1943—1945 годах врач последовательно — полка, полевого медсанбата, полевого эвакогоспиталя и врач-психиатр в 33-й армии 1-го Белорусского фронта.
После окончания Второй мировой войны работал в 1945—1948 годах в должности старшего научного сотрудника в Институте мозга имени В. М. Бехтерева в Отделе психиатрии профессора В. П. Осипова; в 1948—1950 годах был старшим научным сотрудником психиатрической клиники Психоневрологического института имени В. М. Бехтерева в Ленинграде.
В 1950—1953 годах работал врачом-психиатром Психоневрологического диспансера в Ленинграде.
В 1954—1967 годах был основателем и первым заведующим Кафедры психиатрии Карагандинского государственного медицинского института на базе Областного психоневрологического диспансера в Караганде. В 1967—1982 годах — профессор Кафедры биомедицинской кибернетики Северо-Западного политехнического института в Ленинграде; одновременно работал врачом-консультантом в Ленинградской психиатрической больнице имени Скворцова-Степанова.
А. М. Свядощ стоял у истоков советской сексопатологии. Он начал заниматься сексопатологией и исследованиями сексуальных девиаций в то время, когда в СССР эта область научного знания считалась «низкой», недостойной настоящего учёного, носила оттенок неприличности, непристойности.
В СССР до работ А. М. Свядоща и его учеников сексопатология как отдельная дисциплина фактически не существовала и сексуальные девиации (именовавшиеся в то время «перверзиями» — извращениями) изучались и исследовались в рамках психиатрии.
В 1971 году профессор А. М. Свядощ основал первую в СССР консультацию «Семья и брак», став заведующим этого учреждения.

## Научные взгляды
А. М. Свядощ предлагал лечить различные «половые извращения» (к которым он относил и гомосексуальность) нейролептиками, в частности аминазином. Также он предлагал метод «условнорефлекторной аверсивной терапии» с использованием апоморфина и вызыванием у гомосексуальных пациентов тошноты и рвоты при предъявлении фотографий и других эротических стимулов гомосексуального характера.